# Cis libanicus
Cis libanicus is een keversoort uit de familie houtzwamkevers (Ciidae). De wetenschappelijke naam van de soort werd in 1874 gepubliceerd door Elzéar Emmanuel Arène Abeille de Perrin.